# Availles-en-Châtellerault
Availles-en-Châtellerault település Franciaországban, Vienne megyében. Lakosainak száma 1738 fő (2022. január 1.). Availles-en-Châtellerault Cenon-sur-Vienne, Châtellerault, Monthoiron, Vouneuil-sur-Vienne és Senillé-Saint-Sauveur községekkel határos.

## Népesség
A település népességének változása:
| Lakosok száma | 1710 | 1754 | 1821 | 1757 | 1749 | 1740 | 1740 | 1735 | 1738 |
|               | 2013 | 2015 | 2016 | 2017 | 2018 | 2019 | 2020 | 2021 | 2022 |